# Кубок німецької ліги з футболу 2005
Кубок німецької ліги 2005 — 10-й розіграш Кубка німецької ліги. Змагання проводиться за системою «плей-оф», де і визначають переможця. Переможцем вперше стало Шальке 04.

## Календар
| Раунд        | Дата             | Матчі | Клуби |
| ------------ | ---------------- | ----- | ----- |
| Перший раунд | 23 липня 2005    | 2     | 6 → 4 |
| 1/2 фіналу   | 26-27 липня 2005 | 2     | 4 → 2 |
| Фінал        | 2 серпня 2005    | 1     | 2 → 1 |

## Перший раунд
| Команда 1     | Рахунок      | Команда 2 |
| ------------- | ------------ | --------- |
| 23 липня 2005 |              |           |
| Вердер        | 1:0          | Баєр 04   |
| Герта         | 0:0 пен. 3:4 | Штутгарт  |

## 1/2 фіналу
| Команда 1     | Рахунок | Команда 2 |
| ------------- | ------- | --------- |
| 26 липня 2005 |         |           |
| Баварія       | 1:2     | Штутгарт  |
| 27 липня 2005 |         |           |
| Шальке 04     | 2:1     | Вердер    |

## Фінал
| 2 серпня 2005 21:30 (EEST) |

| Штутгарт | 0:1      | Шальке 04   |
| -------- | -------- | ----------- |
|          | Протокол | Кураньї 10' |

| Централштадіон, Лейпциг Глядачів: 40 500 Арбітр: Луц Вагнер |